# Bikini Beach
Bikini Beach (Br: A Praia dos Biquinis) é um filme estadunidense de 1964, dirigido por William Asher e estrelado por Frankie Avalon e Annette Funicello. Este é o terceiro de uma série de sete filmes produzidos pela American International Pictures (AIP).

## Enredo
Mais uma vez chegam as férias e Frankie (Avalon), Dee Dee (Funicello) e a Turma da Praia buscam diversão, dança e muito surfe em seu já costumeiro destino: a Praia dos Biquínis. Mas tudo muda no local com a chegada de Potato Bug: um rico, admirado e famoso inglês que é um cantor de sucesso e exímio piloto de corridas. Enquanto Frankie e Potato iniciam uma disputa particular pelo coração de Dee Dee, o editor de um jornal e dono de um resort para idosos faz uma campanha pública contra os surfistas. Ele tentará provar o quão primitivos são os adolescentes americanos, comparando-os ao seu inteligente mascote gorila Clyde e isso o torna aliado da Gangue dos Ratos na tentativa de expulsar a turma da Praia dos Biquinis

## Trilha sonora
A partitura original para este filme foi composta por Les Baxter. Guy Hemric e Jerry Styner escreveram várias músicas para o filme: "Bikini Beach", interpretada pelo elenco, "Love's a Secret Weapon", cantado por Donna Loren; "Gimmie Your Love" cantado por Avalon; "This Time It's Love" cantado por Funicello, "Because You're You" cantada por Avalon e Funicello.

## Elenco
- Annette Funicello...Dee Dee
- Frankie Avalon...Frankie / Inseto da Batata (Peter Royce Bentley)
- Keenan Wynn...Harvey Huntington Honeywagon III
- Martha Hyer...Vivian Clements
- Harvey Lembeck...Eric Von Zipper
- Don Rickles...Big Drag
- John Ashley...Johnny
- Jody McCrea...Deadhead
- Candy Johnson...Candy
- Danielle Aubry...Yvonne, a Lady Bug
- Elizabeth Montgomery...Voz de Yvonne, the Lady Bug
- Meredith MacRae...Animal
- Delores Wells...Sniffles
- Donna Loren...Donna
- Janos Prohaska...Clyde, o gorila
- Timothy Carey...Slim Dacota do Sul
- Little Stevie Wonder...Ele mesmo
- Alberta Nelson...Puss / Alberta
- Boris Karloff...Comerciante de arte